# 尼维塔玛帕万寺
尼维塔玛帕万寺，泰国大城府的佛寺，近邦芭茵夏宫，属法相应派，建于1878年。为西洋哥德復興式教堂风格。
该寺为一等二级王家寺院，每年供僧衣節接受王家行布施。是泰国十六所由王家行布施的寺庙之一。为泰国登记古迹。1989年获颁ASA建筑保护奖。

## 历史
1876年，暹罗国王朱拉隆功下令修建该寺，作为邦芭茵夏宫内的王家寺院。该寺由奥地利的意大利裔建筑师约阿希姆·格拉西设计。朱拉隆功统治时期是暹罗大规模近代化的时期，许多王家工程都以西洋风格设计，是为当时的风潮。该寺为西洋哥德復興式教堂风格，修有彩色玻璃窗和哥特式聖壇，以佛像代替基督教十字架。该寺在1878年完工。寺内供奉的主佛名为Phra Phuttha Naruemon Thammophat（พระพุทธนฤมลธรรโมภาส）。

## 交通
该寺位于昭披耶河的一处河中小岛上，可在邦芭茵夏宫乘缆车或乘船到达。

## 图册

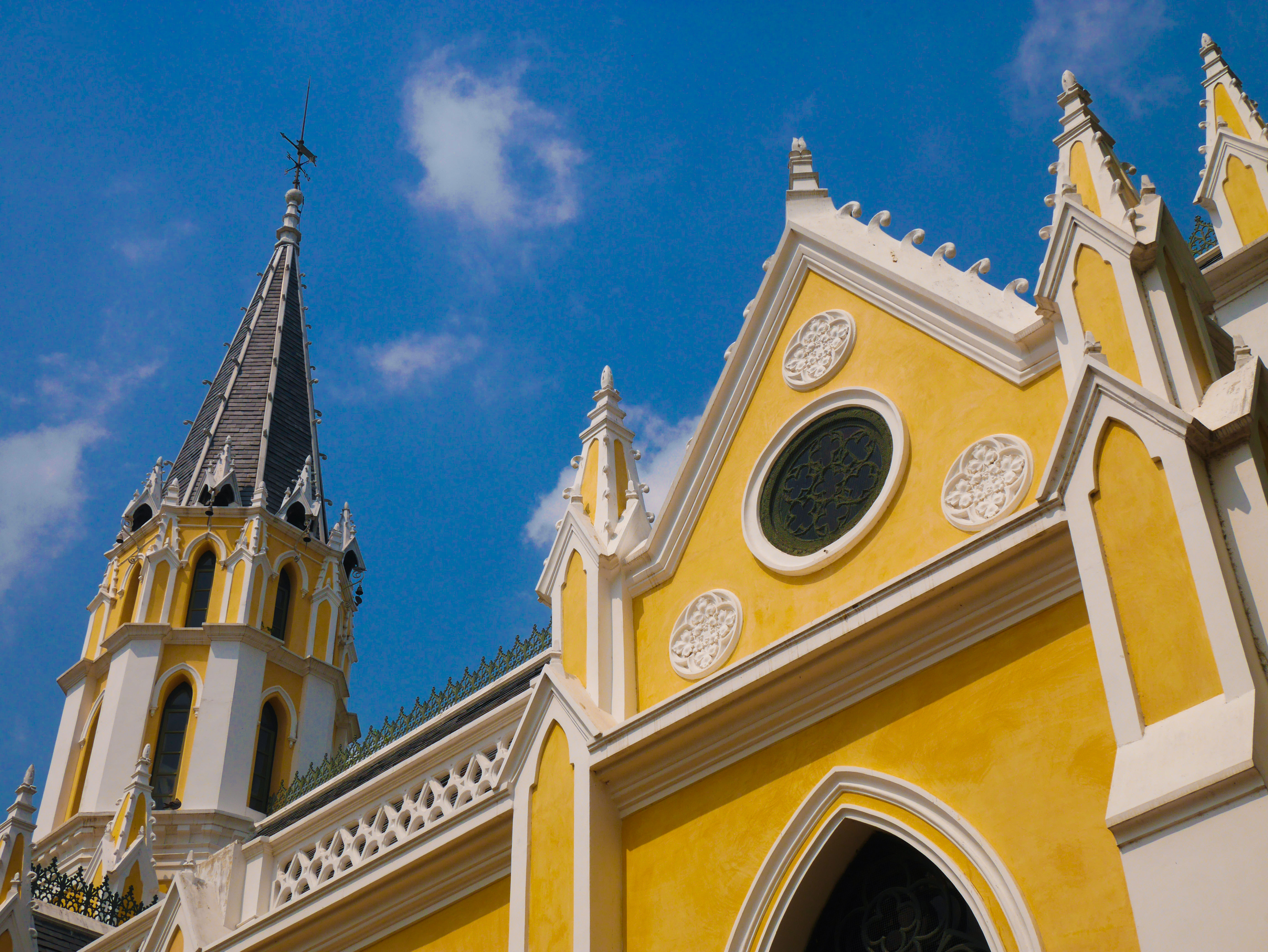
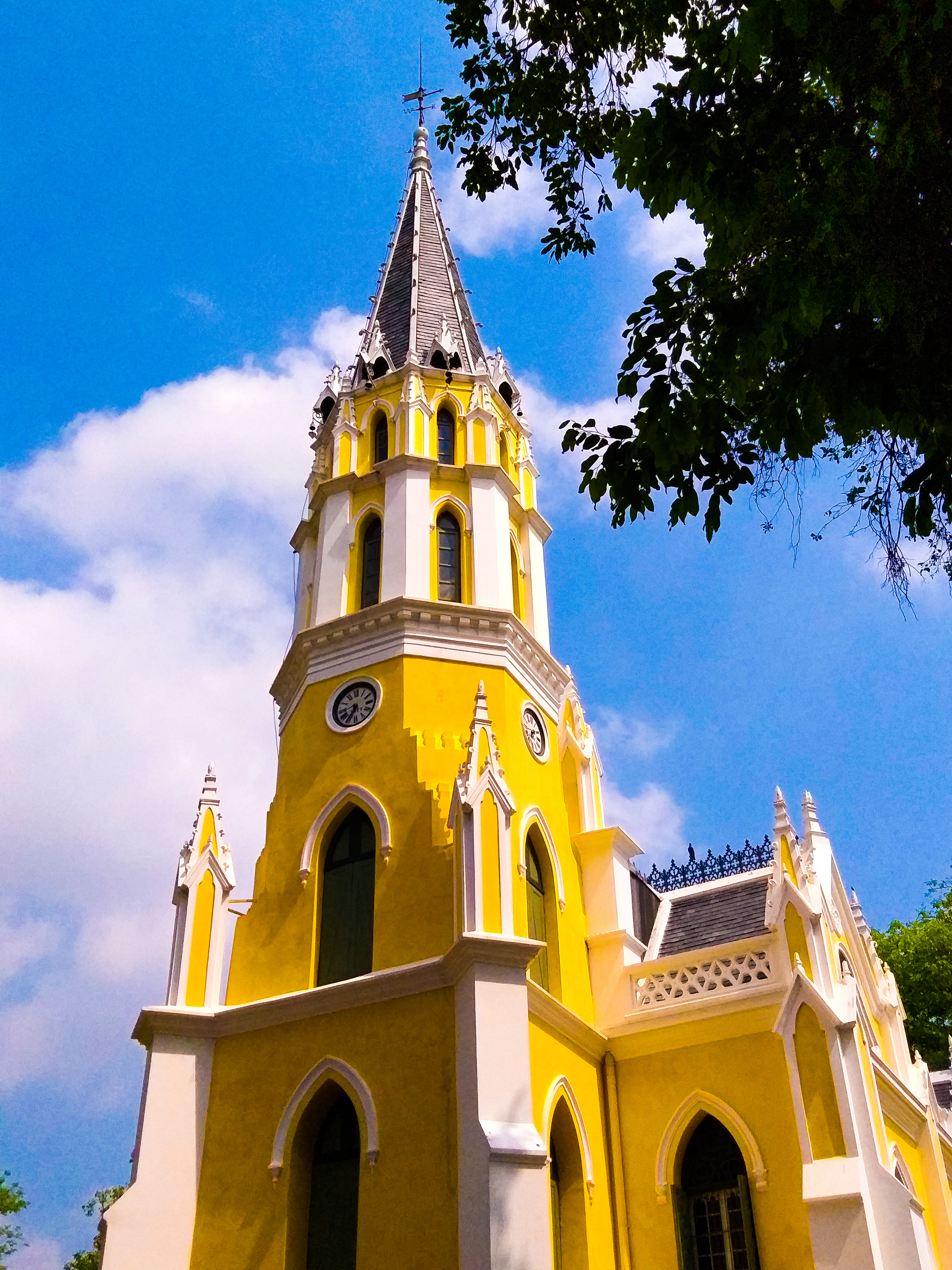
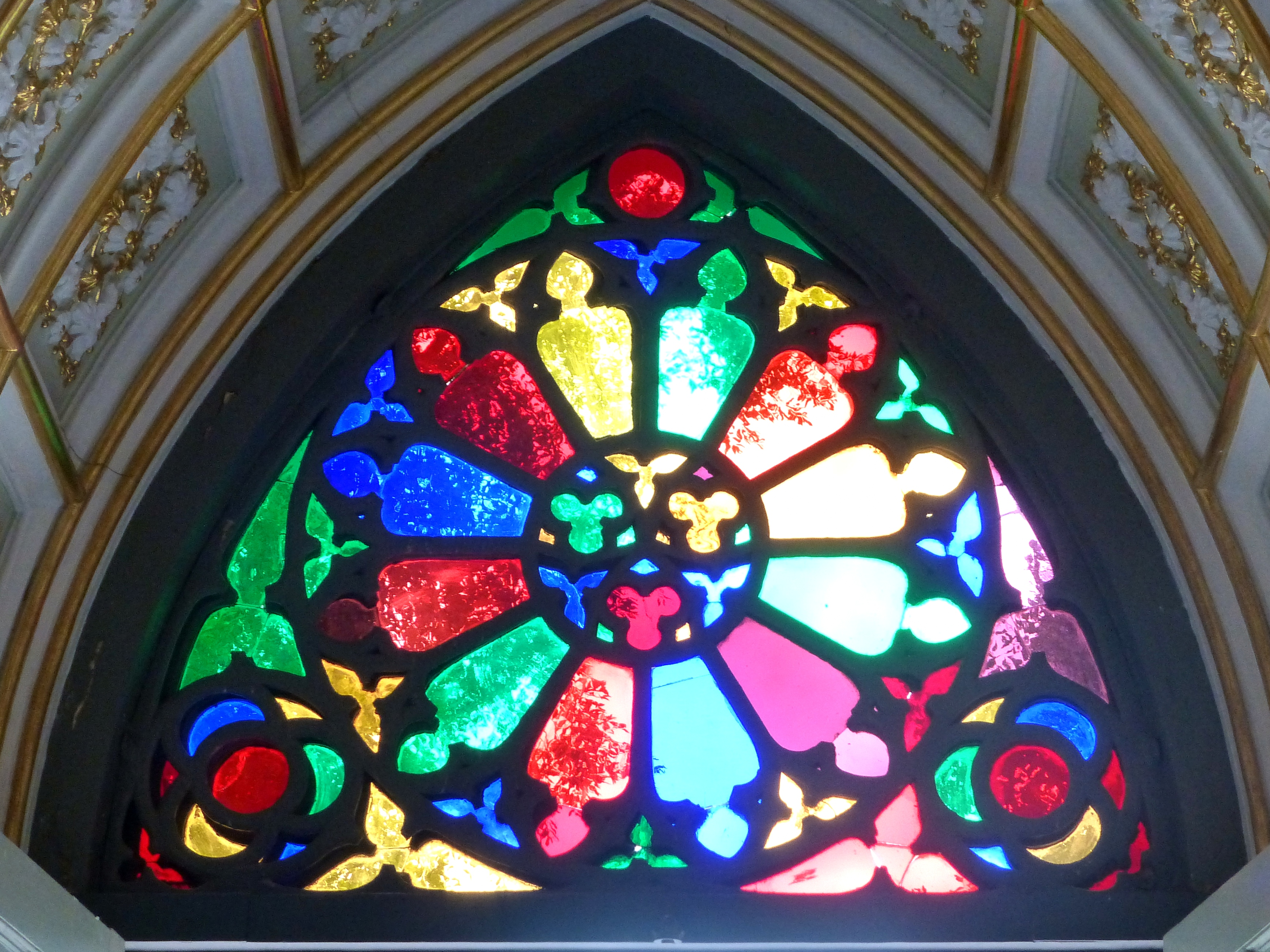
彩色玻璃
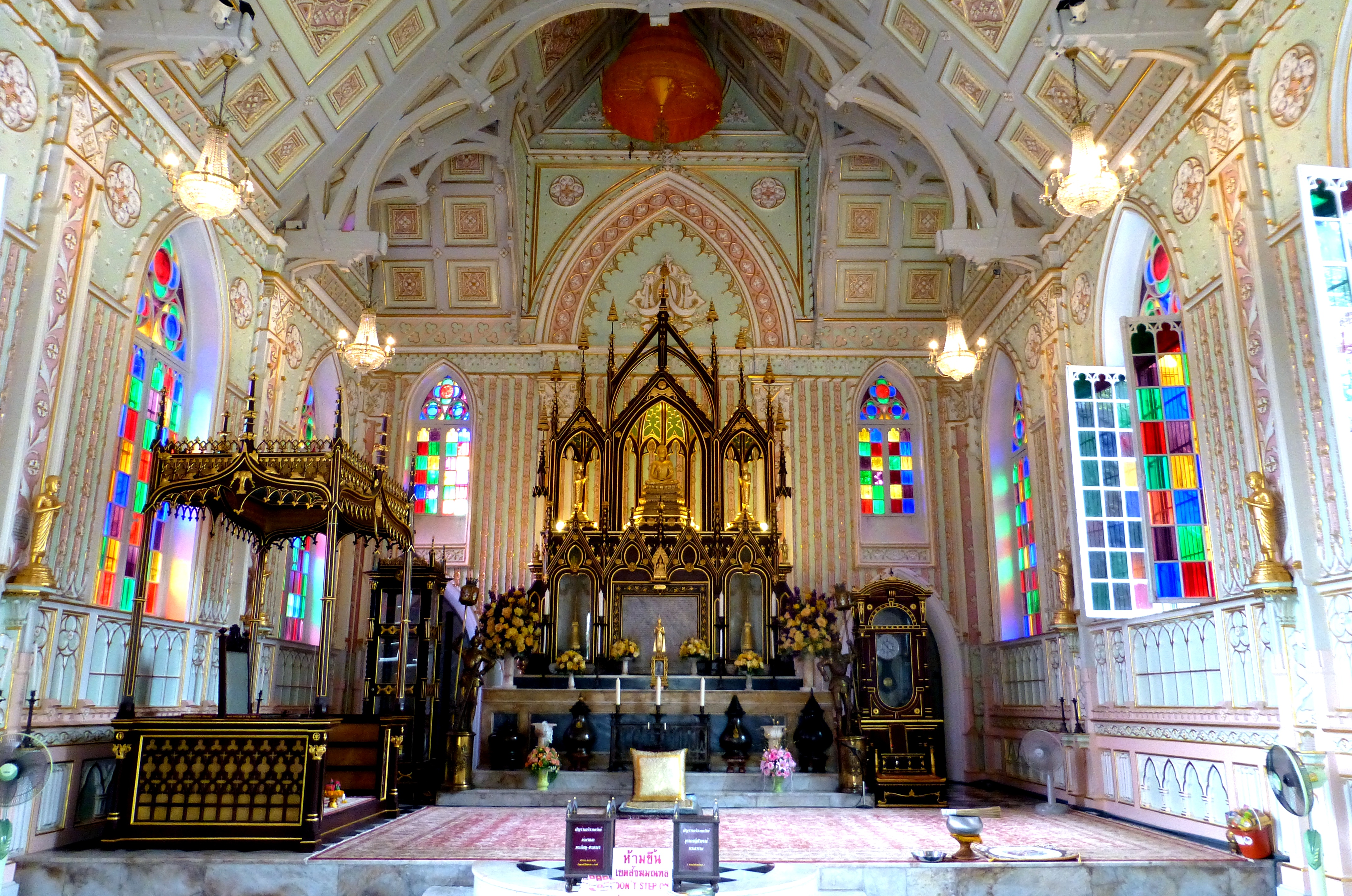
佛寺内部
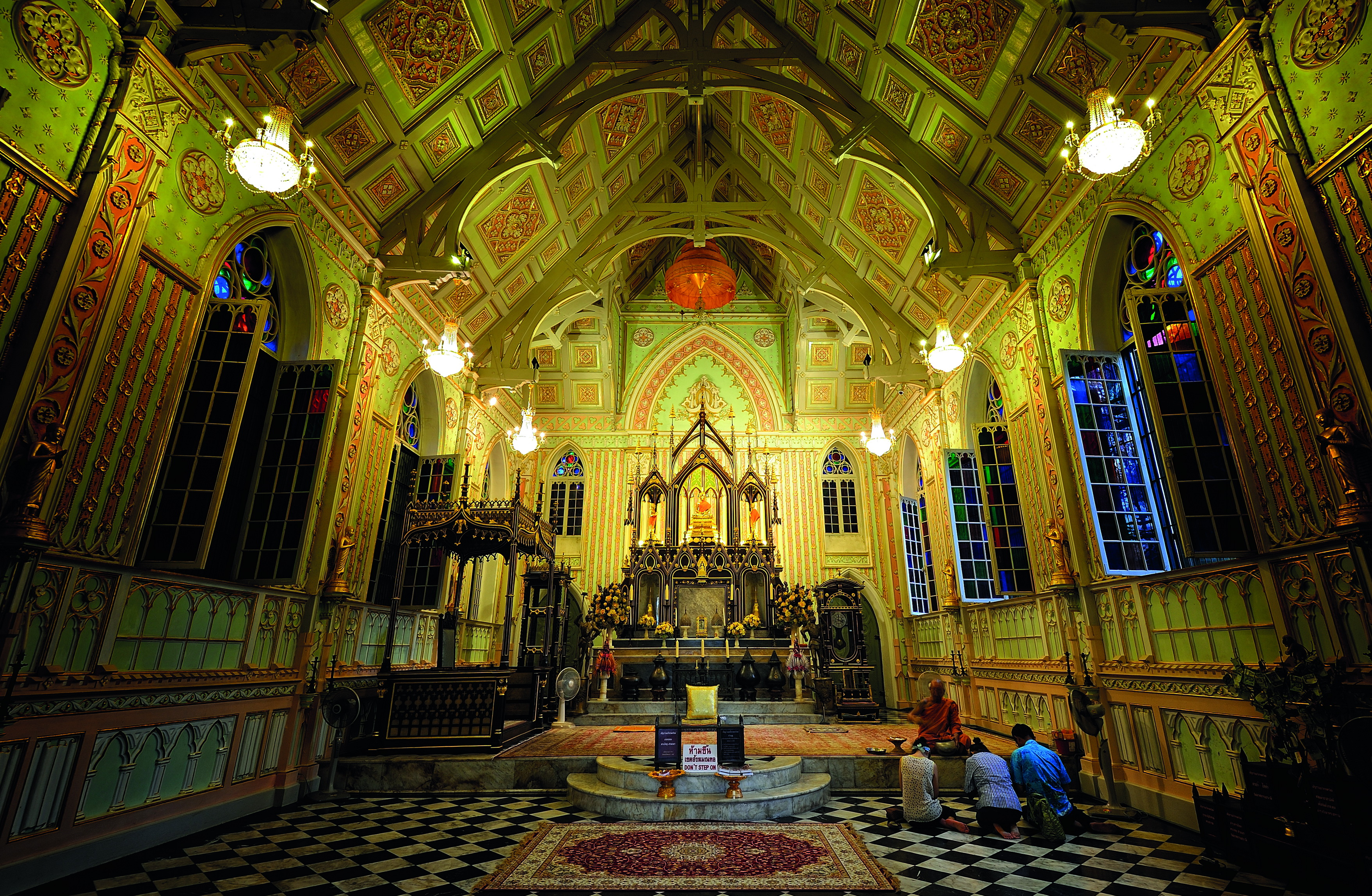
佛寺内部
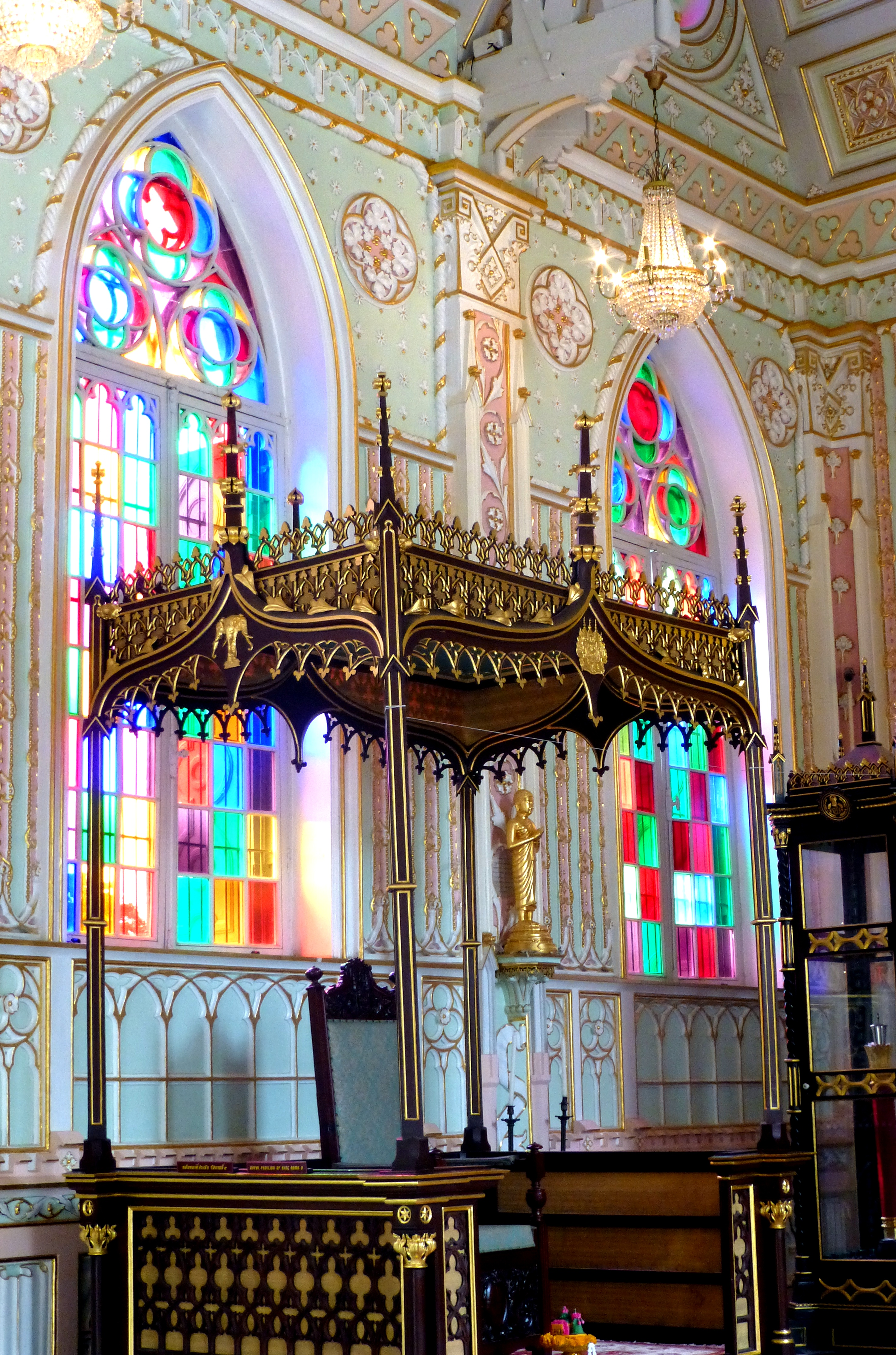
国王御座
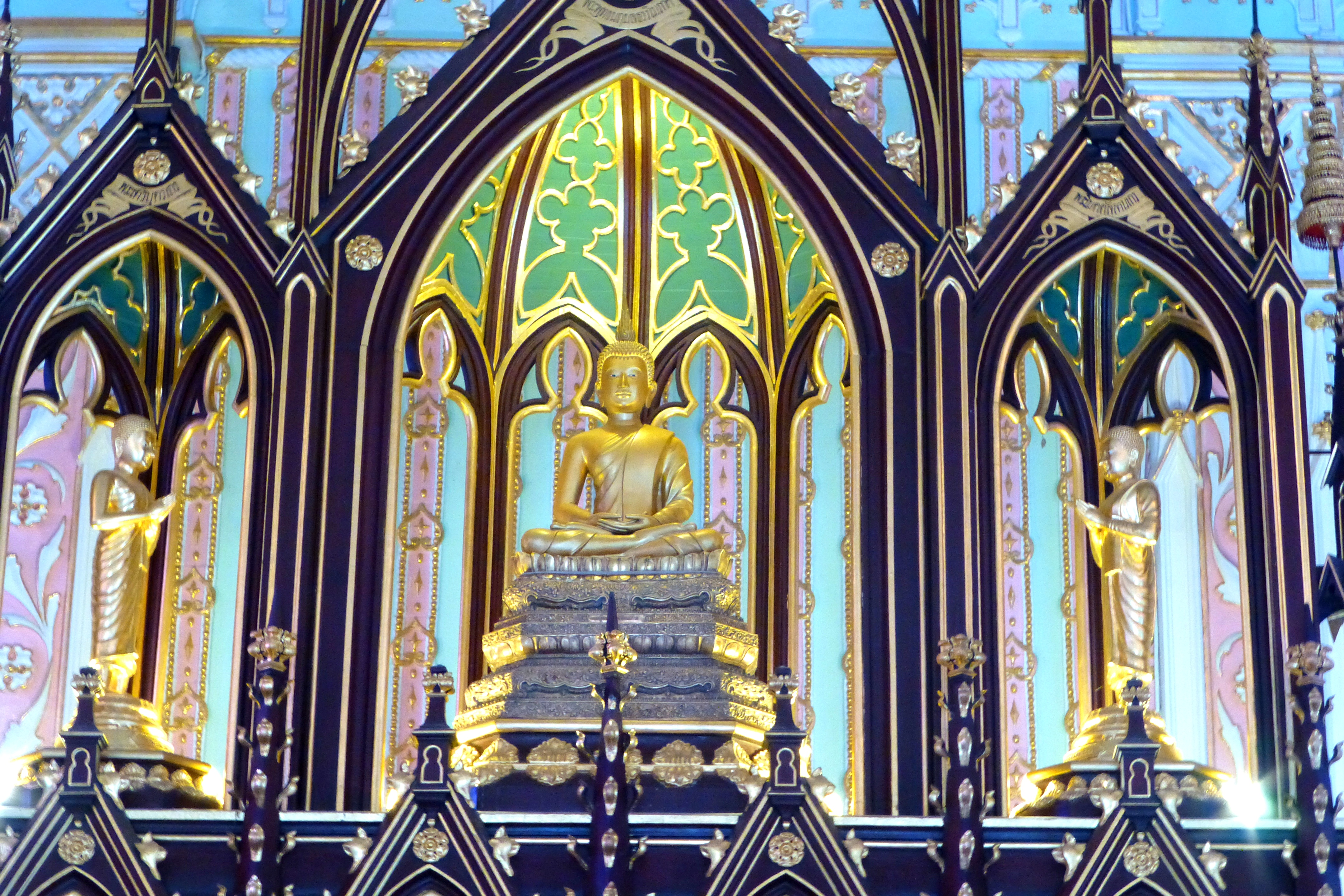
佛像和圣坛
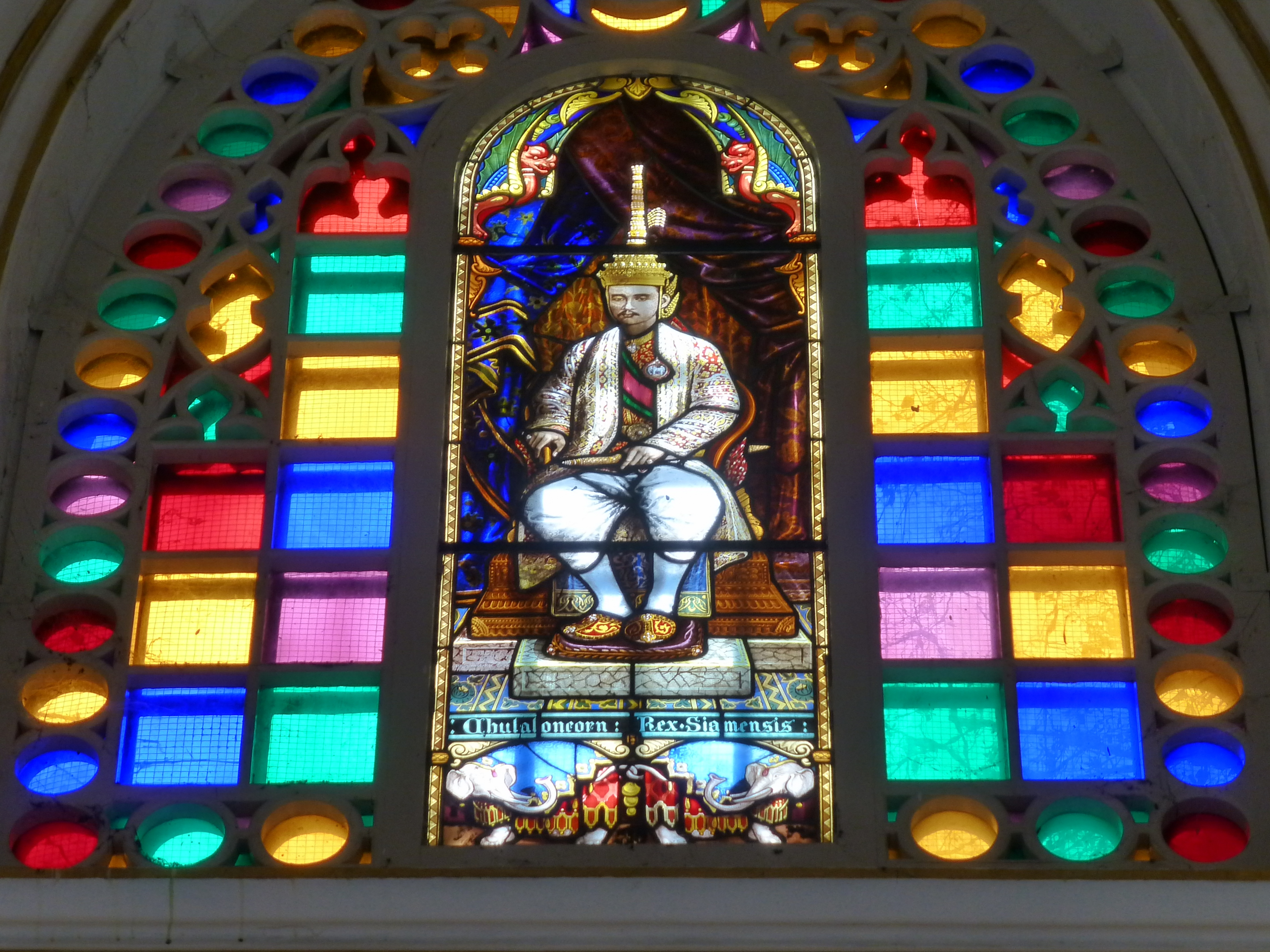
绘有五世王朱拉隆功像的彩色玻璃
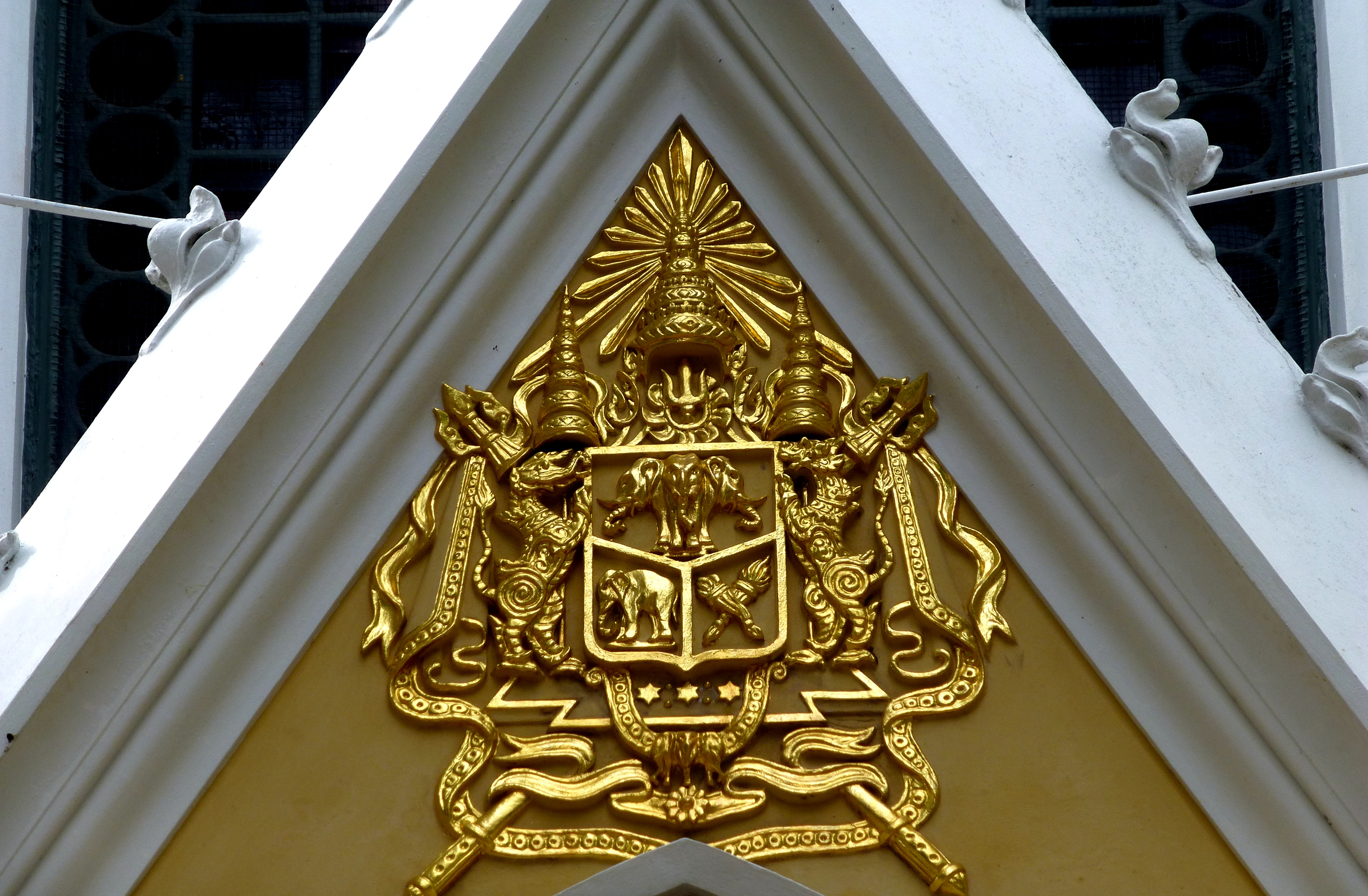
暹罗旧国徽